# Franc Hladnik
Franc de Paula Hladnik, slovenski rimskokatoliški duhovnik in botanik, * 29. marec 1773, Idrija, † 25. november 1844, Ljubljana.

## Življenje
Po študiju filozofije in teologije je leta 1796 postal duhovnik. Zaradi slabega zdravja se je odpovedal duhovništvu in se posvetil učiteljevanju. V letih 1796 do 1803 je poučeval kot učitelj 4. razreda normalke; v obdobju 1803 do 1807 je bil direktor normalke. Leta 1807 je postal gimnazijski prefekt. V času Ilirskih provinc pa je bil učitelj naravoslovja in botanike; po odhodu Francozov pa je spet postal gimnazijski perfekt. Izdatno je proučeval rastline na tedanjem Kranjskem in o njih pisal. Leta 1819 je na Čavnu odkril novo rastlinsko vrsto, ki jo je leta 1831 opisal nemški botanik Reichenbach ter rod Hladnikovk (Hladnikia) poimenoval po njem. Leta 1810, je s privoljenjem guvernerja Ilirskih provinc, maršala Auguste de Marmonta v Ljubljani ustanovil Botanični vrt, najstarejšo naravoslovno znanstveno ustanovo na Slovenskem. Hladnik je precej pisal, njegova dela pa so ostala le v rokopisu. Hranita jih Arhiv Republike Slovenije in Narodna univerzitetna knjižnica (NUK) v Ljubljani. Okrog leta 1832 mu je začel pešati vid. Leta 1837 je bil upokojen. Kmalu zatem je oslepel in umrl 25. novembra 1844 v Ljubljani. 

## Botanično delo
Z naravoslovnimi zbirkami se je srečal v študijskih letih pri baronu Žigi Zoisu, kamor je hodil na počitnice. Tu se je seznanil z Valentinom Vodnikom, s katerim sta šla skupaj na botanično potovanje po Koroški.  V Celovcu je spoznal avstrijskega naravoslovca Franza Wulfena, ki je kasneje postal njegov prvi botanični mentor.  Na številnih ekskurzijah je izdatno proučeval floro na tedanjem Kranjskem in v okoliških deželah ter o njej pisal. Na izletih je nabiral rastline za svoj vrt, za herbarij, pa tudi za tuje botanične vrtove in vplivne botanike tedanjega časa (Wulfen, Host, Koch W.D.J., Reichenbach), s katerimi se je redno dopisoval.
Hladnik je napisal nekaj pomembnih strokovnih del, a so iz neznanih razlogov ostala žal le v rokopisih. So vzorno urejena in ker jih je zapustil javnim ustanovam, je morda upal, da jih bodo objavili kasneje. Znan je njegov učbenik botanike v latinščini; rokopis o anatomiji rastlin, pisan v nemščini, po katerem je predaval on in njegovi nasledniki.  NUK hrani Floro carnioloco, ki ga prvotno Hladnik naslovi Botanische Notizen, ki vsebuje razporeditev  2492 rastlinskih vrst  po abecednem vrstnem redu rodov s sinonimi, nahajališči in navedki iz literature. Zbiral je slovenska imena rastlin. Iz leta 1821 je ohranjen zvezek z naslovom Nomina Plantarum latina, carnioloca et germanica (latinska, kranjska in nemška rastlinska imena; obstaja še slov.-lat.-nem. imenik in lat.-slo. Seznam). Med rokopisi najdemo Bohinjsko floro (Flora wochinensis) iz leta 1826, napisano v gotici. Delo je kasneje predelal in jo poimenoval Flora Bochinensis. Ohranjen je njegov obsežen in vzorno urejen herbarij, ki ga je v oporoki zapustil Kranjskemu deželnemu muzeju (Rudolfinum); njegove herbarijske mape so del mnogih drugih herbarijev tedanje Evrope.
Čeprav ga večinoma imajo  za prvega slovenskega botanika, bi ga morali pravilneje glede na obseg in temeljitost njegovega proučevanja in zapisovanja, smatrati za prvega slovenskega univerzitetnega učitelja botanike. 

### Ustanovitev Botaničnega vrta v Ljubljani
Ustanovitev Botaničnega vrta v Ljubljani je Hladnikovo največje delo, saj ta še po 200 letih živi in dela. Hladnik je v času Ilirskih provinc za vrt navdušil samega guvernerja, maršala Marmonta, ki mu je omogočil, da je pridobil zemljišče in zasadil prve rastline, ki jih je prenesel iz licejskega vrta. Maršal Marmont je botroval tudi zasaditvi prve lipe, ki v vrtu kraljuje še danes. Prvo zbirko je predstavljalo 447 rastlin; zastopane so domače in tuje vrste, ki so jih gojili v tedanjih vrtovih. Vrt je zastavil zelo sodobno; zasadil je rastline, ki so jih drugi botanični vrtovi uvedli precej kasneje; v vrtu pa mnoge rastejo še danes.  Hladniku je uspelo vrt ohraniti tudi po odhodu Francozov, saj so Avstrijci zaprli vse ustanove iz obdobja Ilirskih provinc, kar je verjetno tudi zaradi sodelovanja z avstrijskim botanikom Hostom. 
Hladnik je vrt uspešno vodil 24 let; odpovedati se mu je moral, ko sta mu opešala vid in zdravje. Nasledil ga je slovaški zdravnik Ivan Nepomuk Biatzóvszky, nato pa Andrej Fleischmann, ki je deloval kot oskrbnik v vrtu že pod Hladnikom.

## Stvari, ki se imenujejo po Hladniku

### Rastline
- Chaerophylleum hlad. (Reichb.)
- Gentiana hladnikii (Host)
- Hladnikia golacensis (Koch)
- Hladnikia pastinacifolia (Rchb.) – rebrinčevolistna hladnikija
- Salix hlad. (Host)
- Scabiosa hladnikiana (Host) – Hladnikov grintavec
- Scopolia carnioloca Jacq.f. hladnikiana (Biatz. Et Fleischm.) E Mayer – kranjska bunika
- Viola hladnikii – Hladnikova vijolica[3]

### Ulice
Po Francu Hladniku se imenuje Hladnikova cesta v Ljubljani.